# Riachinho
Riachinho este un oraș în Minas Gerais (MG), Brazilia.